# Subsecretari de stat în Guvernul Iuliu Maniu (3)
În Guvernul Iuliu Maniu (3) au fost incluși și subsecretari de stat, provenind de la diverse partide.

## Subsecretari de stat
- Subsecretar de stat la Ministerul de Interne

Armand Călinescu (21 octombrie 1932 - 13 ianuarie 1933)
- Subsecretar de stat la Ministerul de Interne

Ioan Pop (21 octombrie 1932 - 13 ianuarie 1933)
- Subsecretar de stat la Ministerul de Externe

Savel Rădulescu (21 octombrie 1932 - 13 ianuarie 1933)
- Subsecretar de stat la Ministerul Instrucțiunii Publice, Cultelor și Artelor

Petre Andrei (21 octombrie 1932 - 13 ianuarie 1933)
- Subsecretar de stat la Ministerul Agriculturii și Domeniilor

Mihail Ghelmegeanu (21 octombrie 1932 - 13 ianuarie 1933)
- Subsecretar de stat la Ministerul Agriculturii și Domeniilor

Anton Crihan (21 octombrie 1932 - 13 ianuarie 1933)
- Subsecretar de stat al Aerului din Ministerul Apărării Naționale

Radu Irimescu (21 octombrie 1932 - 13 ianuarie 1933)

## Sursa
- Stelian Neagoe - "Istoria guvernelor României de la începuturi - 1859 până în zilele noastre - 1995" (Ed. Machiavelli, București, 1995)